# Ehemalige Informatikmittelschule Kinkplatz

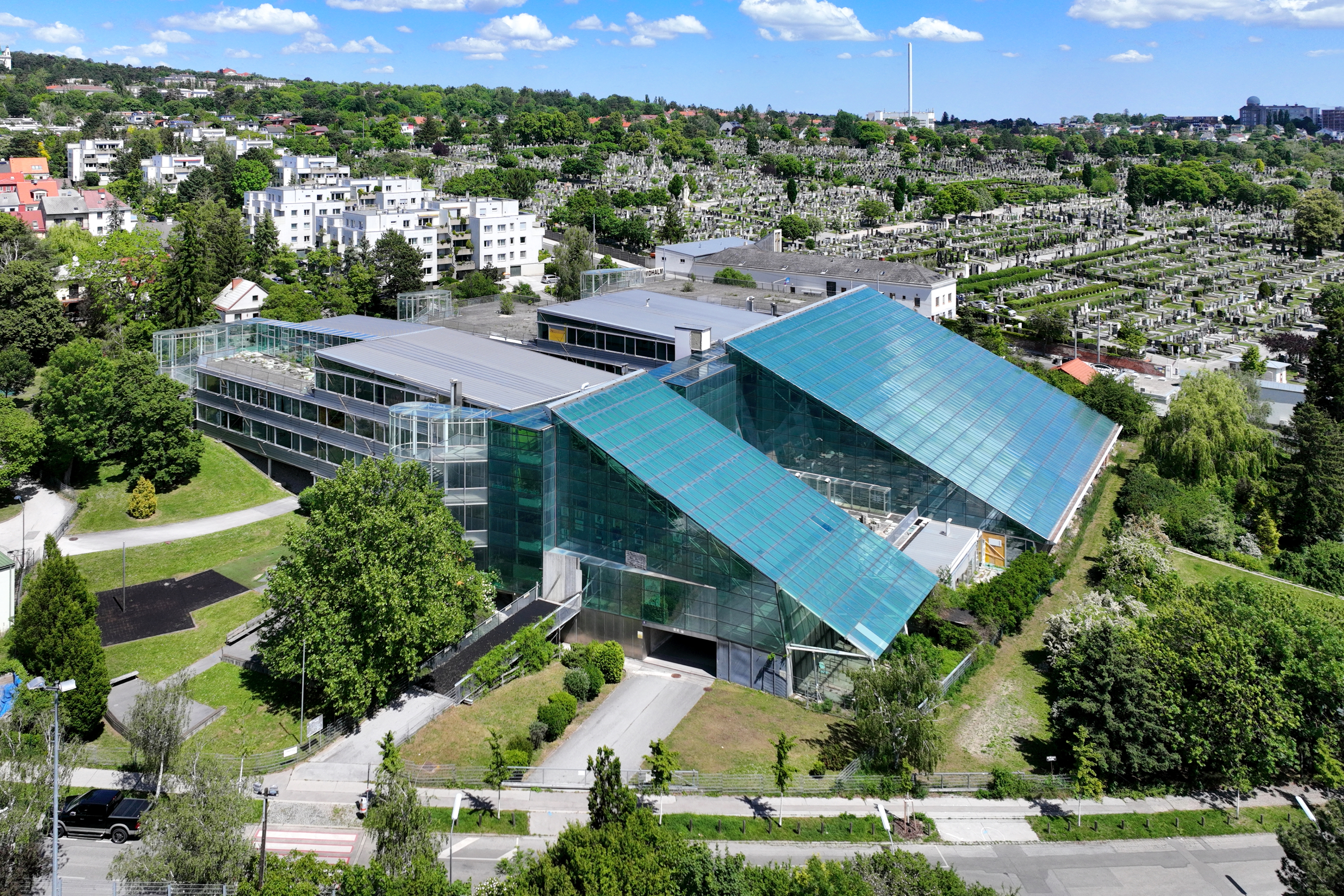
Südwestansicht der ehemaligen Schule

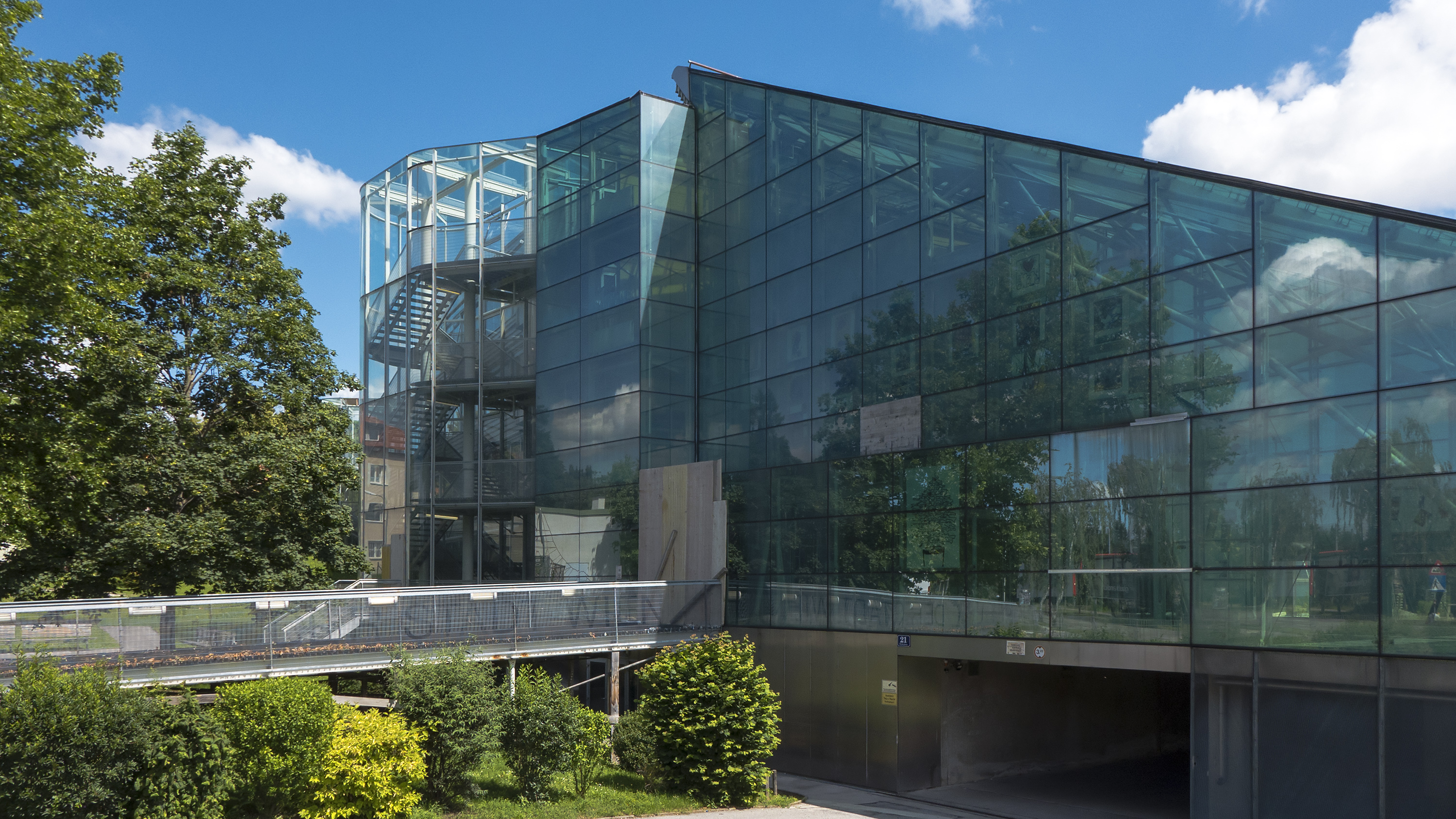
Das Gebäude im Sommer 2020

Die ehemalige Informatik-Mittelschule am Kinkplatz (auch Schule Waidhausenstraße genannt) im 14. Wiener Gemeindebezirk Penzing ist ein seit 2017 leerstehendes Schulgebäude, das 1992–1994 nach Plänen von Helmut Richter erbaut wurde. Das Gebäude wurde 1995 mit dem Österreichischen Bauherrenpreis ausgezeichnet.

## Geschichte
Die Schule war als architektonisches Vorzeigeprojekt konzipiert, oder in Richters Worten: „Ich wollte eine Schule machen, bei der nicht gleich das Unangenehme, das bei Schulen immer so auffällt, sich bemerkbar macht“.
Markant sind die beiden keilförmigen Glaskörper, die für Eingangs- und die Turnhalle gebaut sind. Die Stahlkonstruktion hat 18 Meter Spannweite und soll mit dem bläulich schimmernden Glas an Libellenflügel erinnern. Diese Trakte sind von weitem, auch etwa von der Gloriette deutlich zu sehen. Nach Norden hin stehen drei Trakte von der Glaskonstruktion weg, in denen die Klassenzimmer sowie diverse Sonderbereiche untergebracht waren. Diese Trakte sind als Betonskelett mit Fertigteildecken konstruiert, die Fassade besteht aus Stahlelementen und Aluminium-Schiebefenstern. Auch die Fluchtstiegen am Ende der Trakte sind glasverkleidet, was dem Gebäude zusätzliche Plastizität verleiht. Generell ist Glas das bestimmende Element der Architektur – es soll größtmögliche Helligkeit und Transparenz gewährleisten.
Das Objekt geriet aber schon bald durch Baumängel in die Kritik. Ein Problem war insbesondere die Hitze, die durch das Glasdach im Sommer erzeugt wurde – dies hatte den Grund auch darin, dass eine von Richter vorgesehene Photovoltaikanlage, die unter anderem auch für eine Beschattung hätte sorgen sollen, aus Kostengründen nicht realisiert wurde. Auch erwies sich das Dach des Turnsaales als undicht, das Wasser musste in Kübeln aufgefangen werden, was auch für die den Turnsaal mitbenutzenden Sportvereine ein Ärgernis darstellte. Durch die häufigen Wassereintritte entstanden auch Rost und Schimmel.
Nachdem 2017 in der nahegelegenen Torricelligasse ein provisorisches Ausweichquartier errichtet worden war, entschied die Stadt Wien im Juni 2019, das Gebäude nicht mehr als Schule weiterzuführen. Ausschlaggebend für diese Entscheidung waren insbesondere die mit 55 Millionen Euro veranschlagten Sanierungskosten. Ein Abriss des Gebäudes ist nicht zuletzt wegen der vom damaligen Bildungsstadtrat Jürgen Czernohorszky betonten baukulturellen Verantwortung der Stadt keine Option.
Nunmehr steht das Gebäude unter Denkmalschutz (Listeneintrag)

## Sonstiges
Das Gebäude diente im Jahr 1994 als einer der Drehorte für den Film Freispiel, 2001 für zwei Folgen der österreichweit bekannten Kultserie MA 2412 (Parkpickerl 1 und Parkpickerl 2) als Kulisse. In diesen stellte es das „Amt für Parkraumbewirtschaftung“ dar, wofür in der Realität in Wien die Magistratsabteilung 67 zuständig ist.

## Galerie

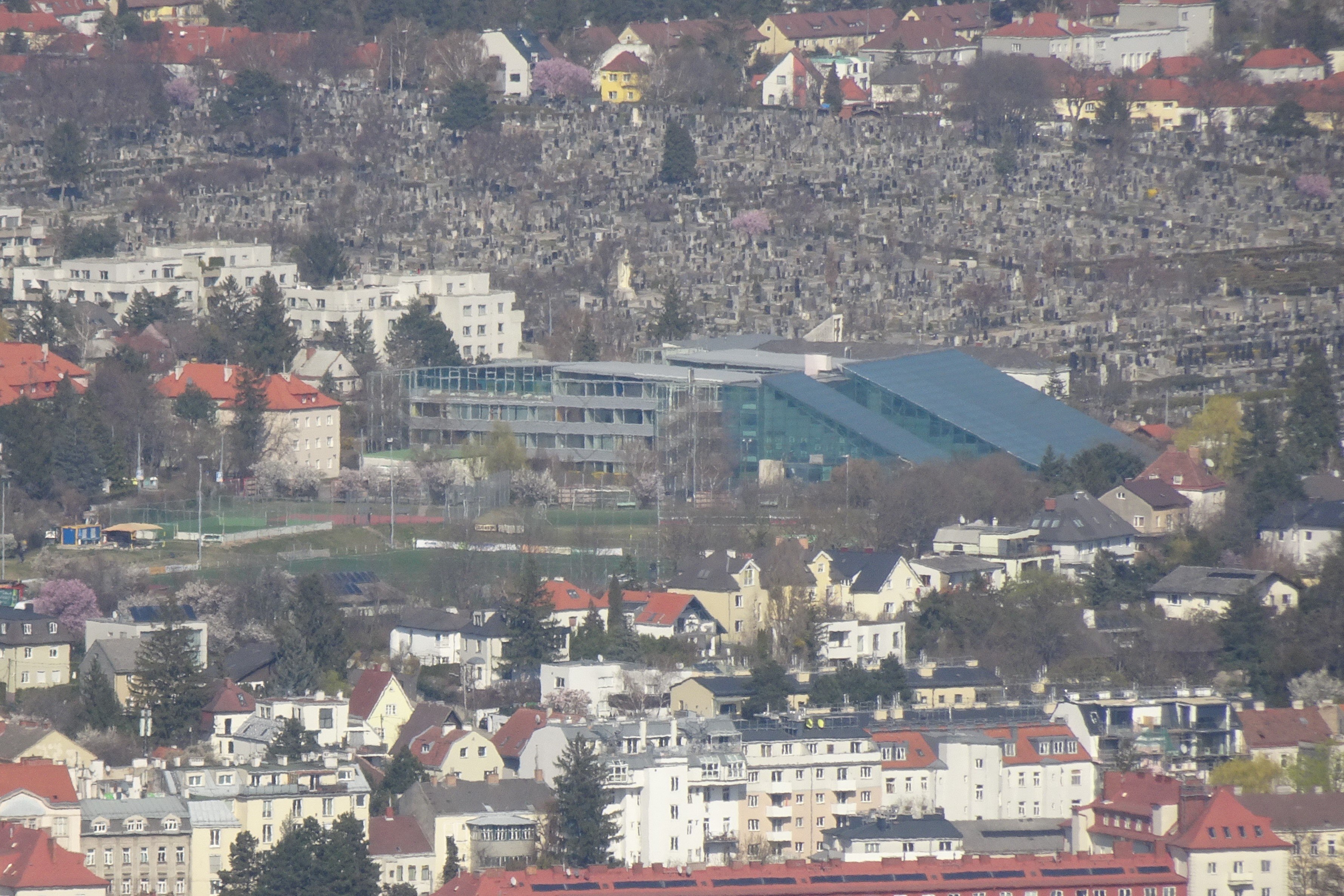
Ansicht von der Wienblickwiese im Lainzer Tiergarten aus
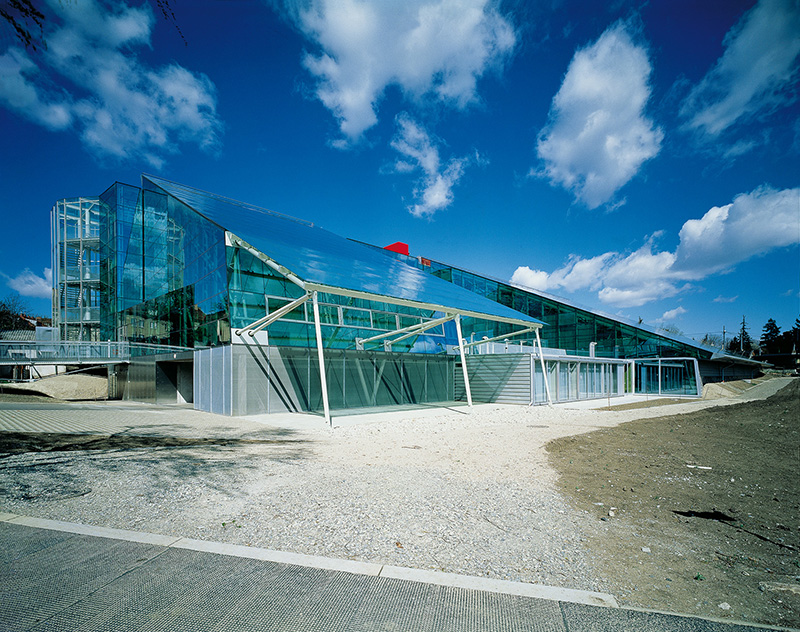
Außenansicht
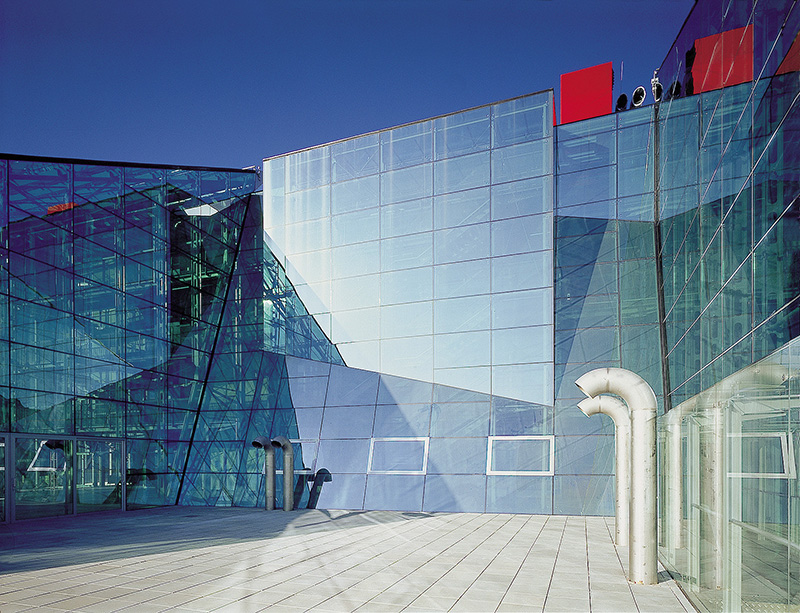
Detail der Fassade
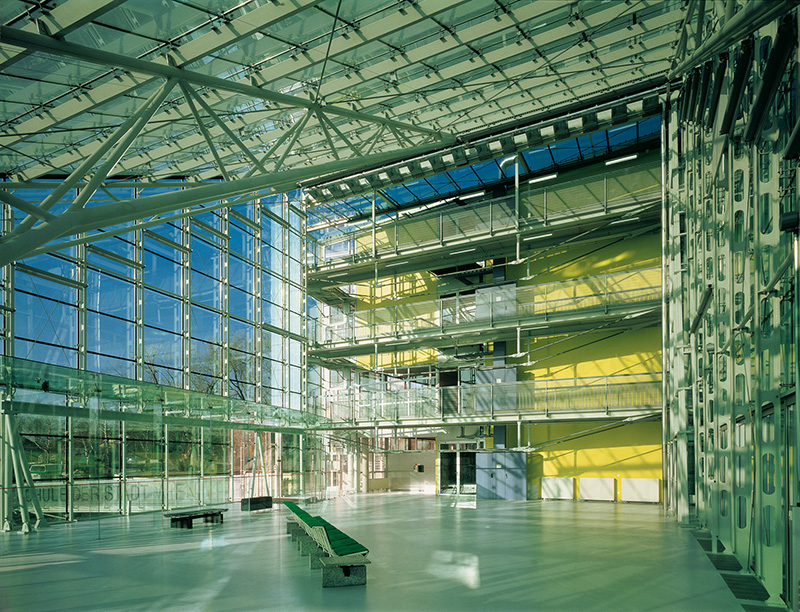
Aula